# 艾米·莫蘭
艾米·莫蘭（英語：Aimee Moran，1994年9月4日—），威爾斯女子羽毛球運動員。

## 簡歷
2016年6月，艾米·莫蘭以2號種子出戰希臘羽毛球國際賽女子單打項目，在準決賽中以0-2的成績（19-21、19-21）不敵來自法國的選手奧利維亞·穆尼耶，止步於4強。

## 主要比賽成績
只列出曾進入準決賽的國際賽事成績：
| 年份   | 賽事                         | 公開賽級別 | 項目     | 拍檔         | 成績   |
| ------ | ---------------------------- | ---------- | -------- | ------------ | ------ |
| 2016年 | 希臘羽毛球國際賽             | 未來系列賽 | 女子單打 | －           | 準決賽 |
| 2016年 | 加勒比地區羽毛球聯合會國際賽 | 未來系列賽 | 女子單打 | －           | 冠軍   |
| 2016年 | 聖多明哥羽毛球公開賽         | 國際系列賽 | 女子單打 | －           | 準決賽 |
| 2016年 | 聖多明哥羽毛球公開賽         | 國際系列賽 | 女子雙打 | Fanny Duarte | 亞軍   |
| 2017年 | 吉拉爾迪拉羽毛球賽           | 國際系列賽 | 女子單打 | －           | 準決賽 |

| 2007-2017年 | 首要超級賽 | 超級賽 | 黃金大獎賽 | 大獎賽 | 國際挑戰賽 | 國際系列賽 | 未來系列賽 | 其他 |

| 2018-2026年 | 總決賽 | 超級1000賽 | 超級750賽 | 超級500賽 | 超級300賽 | 超級100賽 | 國際挑戰賽 | 國際系列賽 | 未來系列賽 | 其他 |